# Іван Донець
Іва́н Степа́нович Доне́ць  (*?—1648-71 — ?) — український козацький  військовий та державний діяч. Очолював різні військові формування. Полковник  Волинського (Звягельського) полку (1648–1649 роки), Любартівського полку (1649 рік), Охтирського слобідського козацького полку (1658, 1661 роки), Колонтаївський полковник (1658-1660).

## Походження
Міг походити з Книшівки (Полтавська область), оскільки пізніше був з нею пов'язаний.  За  «Реєстром Війська Запорозького 1649 року» Івана Донця зазначено  Книшівським сотником Полтавського полку.

## Біографія
Згадується в січні 1649 року як полковник Волинського (Звягельського)  полку, що у місті Звягелі зустрічав посольство київського воєводи Адама Кисіля до Переяслава. У квітні 1649 року був полковником Любартівського полку. Сам полк, був більше народним ополченням, ніж козацькою бойовою та територіальною одиницею. Цей полк, разом з таким же полком народного ополчення Михайла Таборенка мав перешкодити походу 1649 року Анджея Фірлея до Заслава. За завданням гетьмана Богдана Хмельницького вони мали перекрити переправу через річку Горинь біля Заслава. Проте українські козацькі полки не встигли вчасно зробити це і польське військо переправилося через річку Горинь ще до їх прибуття. Після Битви під Заславом проти військ  Речі Посполитої, полки Донця та Таборенка відступили до Сульжинців, а пізніше до Любартова. Від Любартова вони відійшли далі на схід та з'єднались із головним українським військом, що перебувало у поході до Збаражу, і взяли участь у цьому поході.
Подальша доля Івана Донця пов'язана із Полтавщиною. До «Реєстру Війська Запорозького 1649 року» Івана Донця було внесено Книшівським сотником Полтавського полку.
В 1657–1658 роках брав участь у повстанні дейнеків та керував полком, сформованим з повстанців. Згодом приєднався до Повстанні Пушкаря і Барабаша на боці повстанців, де також був полковником «дейнеків». Його полк діяв поблизу Лохвиць. Після поразки в Полтавській битві (11 червня 1658 року), Іван Донець із залишками свого полку відступає до міста Сум, на Слобожанщині.
В Слобідській Україні, Іван Донець залишається в Охтирському слобідському полку, де в 1658 та 1661 роках перебуває на посаді полковника. Також цікаві відомості, про його Колонтаївське полковництво (1658-1660). За часів Російсько-української війни (1658-1659 років) знаходився в лавах промосковських військ. В 1658 році воєвода Ромодановський Г.Г. наказує Колонтаївському полковнику Івану Донцю разом з московським полком йди на Чорнухи Лубенського полку, які  були одним з осередків підтримки гетьмана  Виговського. Після закінчення цього завдання, Іван Донець повертається до Пирятина, де знаходився воєвода. В 1666 році збирав до себе козаків, які пішли від гетьмана Брюховецького.
В 1671 році фігурує як один із соратників гетьмана Правобережної України Михайла Ханенка. Ставив підпис «Ян Донець».

## Родинні зв’язки
Про батьків Івана Степановича немає ніяких джерел. 
Є відомості про його сестру Солоху (Соломію) Донцівну (померла в 1649 році), активну учасницю  Визвольної війни українського народу. Учасниця Битви під Пилявцями, та Битви під Заславом. Дані про неї дуже суперечні, її вважали відьмою, яка захищала від ворожби Богдана Хмельницького, та віщувала йому майбутнє. Її було захоплено під час Битви під Заславом, та після тортур страчено. Відомості про неї належать Самуелю Твардовському, та Мартину Кучваревичу.
Шурином Івана Донця був відомий український та донський козацький отаман Олекса Хромий (Лесько Черкашенин). Земляк Івана Степановича, він також спочатку був козаком Полтавського козацького полку, пізніше подавшись на Січ, а ще пізніше на Дон. Бере активну участь в Повстанні Степана Разіна. Був названим братом донського отамана Степана Разіна. Керував разінським військом набраним в Слобідській Україні з місцевих слобідських козаків. Мав за центр війська місто Зміїв. 
Також деякі письменники (такі як Гумілевський Д. Г. (Філарет)) висловлювали думку, що Іван Донець та Григорій Донець могли бути родичами. Григорій Донець, за часів Російсько-української війни (1658-1659 років) також був серед супротивників гетьмана Виговського, знаходячись серед військ наказного гетьмана Івана Безпалого.
Наказним полковником Чернігівського козацького полку в 1689 році, був Дмитро Степанович Донець. Він став засновником чернігівського старшинського (потім російського дворянського роду) Стефановичів-Донцових. Його спорідненість з Іваном Донцем та Григорієм Донцем, також не з’ясована.

## У літературі
Іван Донець став прообразом для персонажу роману Генрика Сенкевича «Вогнем і мечем» полковника Донця, брата відьми Горпини з Чортового Яру (основою для цього персонажу стала сестра Івана Донця , Солоха (Соломія) Донцівна).
У однойменній стрічці Єжи Гоффмана «Вогнем і мечем» (1999), роль Горпини виконала Руслана Писанка.